# Saint-Mamet-la-Salvetat
Ne doit pas être confondu avec Saint-Mamet.
Saint-Mamet-la-Salvetat est une commune française située dans le département du Cantal, en région Auvergne-Rhône-Alpes.

## Géographie

### Localisation
Dans le quart sud-ouest du département du Cantal, en Châtaigneraie, la commune de Saint-Mamet-la-Salvetat s'étend sur 51,49 km2.

### Communes limitrophes
Saint-Mamet-la-Salvetat est limitrophe de dix autres communes, dont Le Rouget-Pers au nord-ouest et à l'ouest, en deux endroits distants de plusieurs kilomètres, et séparés par la commune d'Omps.
Les communes limitrophes sont Boisset, Cayrols, Lacapelle-Viescamp, Marcolès, Omps, Roannes-Saint-Mary, Sansac-de-Marmiesse, Vitrac, Ytrac et Le Rouget-Pers.
| Le Rouget-Pers, Omps | Lacapelle-Viescamp      | Ytrac, Sansac-de-Marmiesse |
| Le Rouget-Pers       | Saint-Mamet-la-Salvetat | Roannes-Saint-Mary         |
| Cayrols, Boisset     | Vitrac                  | Marcolès                   |

### Géologie et relief
L'altitude minimale, 499 mètres, se trouve au sud-ouest, là où le Moulègre quitte la commune et entre sur celle de Boisset. L'altitude maximale avec 790 mètres est localisée au sud-est, près de la forêt de Fargues.

### Hydrographie
La commune est bordée au nord par la Cère sur sept kilomètres, dont deux dans la partie amont du lac de Saint-Étienne-Cantalès. Elle est également arrosée par son affluent, le ruisseau de Roannes, et bordée au sud-ouest par le Moulègre.

### Climat
Pour des articles plus généraux, voir Climat d'Auvergne-Rhône-Alpes et Climat du Cantal.
En 2010, le climat de la commune est de type climat de montagne, selon une étude du CNRS s'appuyant sur une série de données couvrant la période 1971-2000. En 2020, Météo-France publie une typologie des climats de la France métropolitaine dans laquelle la commune est exposée à un climat de montagne ou de marges de montagne et est dans la région climatique Ouest et nord-ouest du Massif Central, caractérisée par une pluviométrie annuelle de 900 à 1 500 mm, maximale en automne et en hiver.
Pour la période 1971-2000, la température annuelle moyenne est de 9,4 °C, avec une amplitude thermique annuelle de 15,3 °C. Le cumul annuel moyen de précipitations est de 1 396 mm, avec 13,2 jours de précipitations en janvier et 7,8 jours en juillet. Pour la période 1991-2020, la température moyenne annuelle observée sur la station météorologique de Météo-France la plus proche, sur la commune d'Aurillac à 13 km à vol d'oiseau, est de 10,5 °C et le cumul annuel moyen de précipitations est de 1 134,7 mm,. Pour l'avenir, les paramètres climatiques de la commune estimés pour 2050 selon différents scénarios d'émission de gaz à effet de serre sont consultables sur un site dédié publié par Météo-France en novembre 2022.

## Urbanisme

### Typologie
Au 1er janvier 2024, Saint-Mamet-la-Salvetat est catégorisée commune rurale à habitat dispersé, selon la nouvelle grille communale de densité à 7 niveaux définie par l'Insee en 2022.
Elle est située hors unité urbaine. Par ailleurs la commune fait partie de l'aire d'attraction d'Aurillac, dont elle est une commune de la couronne,. Cette aire, qui regroupe 85 communes, est catégorisée dans les aires de 50 000 à moins de 200 000 habitants,.

### Occupation des sols
L'occupation des sols de la commune, telle qu'elle ressort de la base de données européenne d’occupation biophysique des sols Corine Land Cover (CLC), est marquée par l'importance des territoires agricoles (63,7 % en 2018), en augmentation par rapport à 1990 (62,9 %). La répartition détaillée en 2018 est la suivante : 
zones agricoles hétérogènes (44,7 %), forêts (33,1 %), prairies (19 %), zones urbanisées (2,5 %), zones humides intérieures (0,5 %), eaux continentales (0,2 %). L'évolution de l’occupation des sols de la commune et de ses infrastructures peut être observée sur les différentes représentations cartographiques du territoire : la carte de Cassini (XVIIIe siècle), la carte d'état-major (1820-1866) et les cartes ou photos aériennes de l'IGN pour la période actuelle (1950 à aujourd'hui).

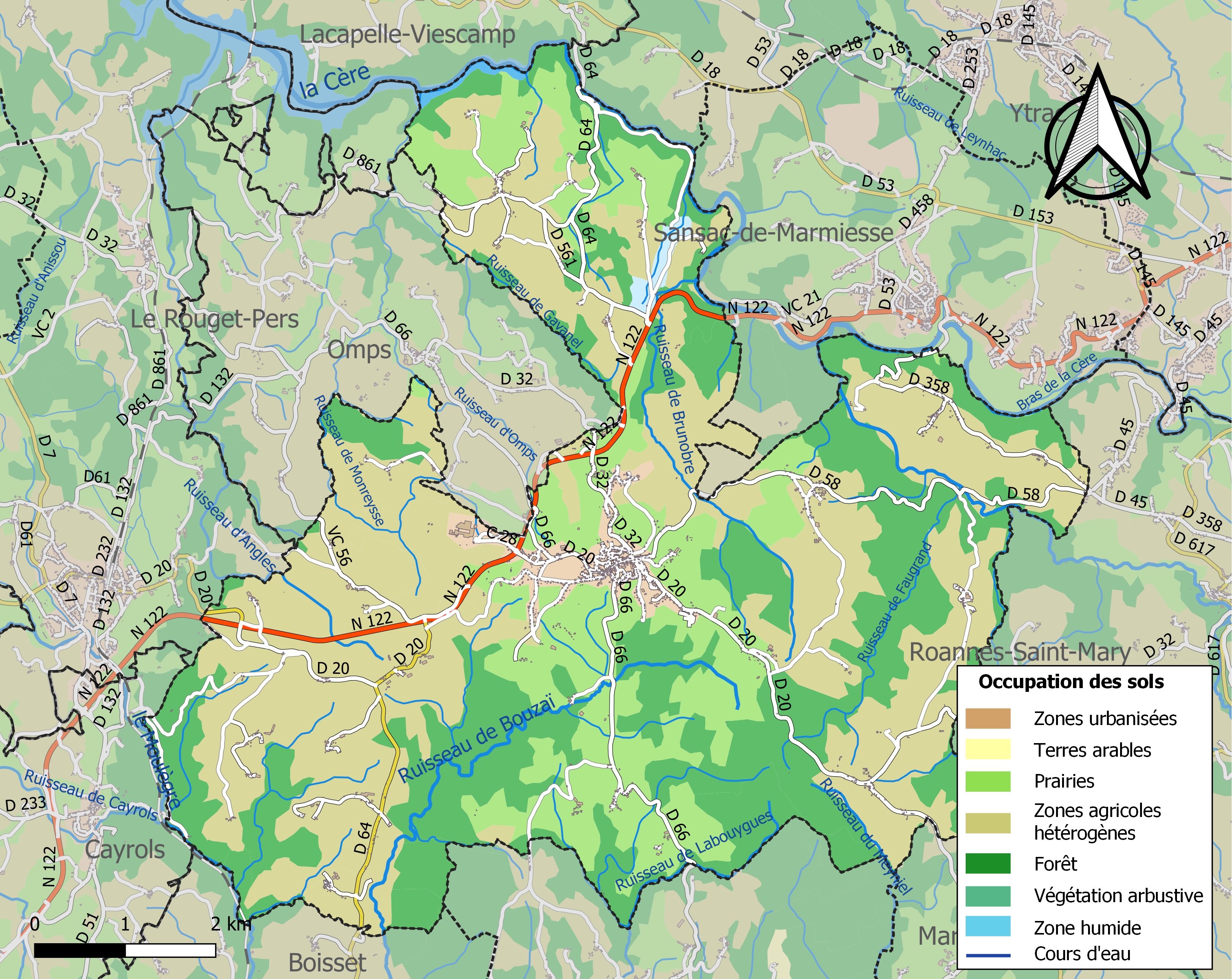
Carte des infrastructures et de l'occupation des sols de la commune en 2018 (CLC).

### Habitat et logement
En 2018, le nombre total de logements dans la commune était de 862, alors qu'il était de 806 en 2013 et de 752 en 2008.
Parmi ces logements, 80,3 % étaient des résidences principales, 12,4 % des résidences secondaires et 7,3 % des logements vacants. Ces logements étaient pour 93,6 % d'entre eux des maisons individuelles et pour 6,2 % des appartements.
Le tableau ci-dessous présente la typologie des logements à Saint-Mamet-la-Salvetat en 2018 en comparaison avec celle du Cantal et de la France entière. Une caractéristique marquante du parc de logements est ainsi une proportion de résidences secondaires et logements occasionnels (12,4 %) inférieure à celle du département (20,4 %) mais supérieure à celle de la France entière (9,7 %). Concernant le statut d'occupation de ces logements, 81,4 % des habitants de la commune sont propriétaires de leur logement (82,7 % en 2013), contre 70,4 % pour le Cantal et 57,5 pour la France entière.
| Typologie                                               | Saint-Mamet-la-Salvetat | Cantal | France entière |
| ------------------------------------------------------- | ----------------------- | ------ | -------------- |
| Résidences principales (en %)                           | 80,3                    | 67,7   | 82,1           |
| Résidences secondaires et logements occasionnels (en %) | 12,4                    | 20,4   | 9,7            |
| Logements vacants (en %)                                | 7,3                     | 11,9   | 8,2            |

### Voies de communication et transports
À l'intersection des routes départementales (RD) 20, 32, 58 et 66, le bourg de Saint-Mamet-la-Salvetat est situé, en distances orthodromiques, à treize kilomètres au sud-ouest d'Aurillac.
La commune est également desservie par les RD 64 et 861 mais son principal axe routier est la route nationale 122 qui relie Aurillac à Figeac, sous-préfecture du Lot.

## Toponymie
Le nom Saint Mamet vient de Saint Mammès, martyr aux environs de 275.

## Histoire
En 1844, la commune de La Salvetat fusionne avec Saint-Mamet qui prend le nom de Saint-Mamet-la-Salvetat. En 1945, Pers et Saint-Mamet-la-Salvetat cèdent une partie de leurs territoires pour créer une nouvelle commune : Le Rouget.
De 2000 à 2016, elle est le siège de la communauté de communes Cère et Rance en Châtaigneraie et depuis le 1er janvier 2017, celui de la communauté de communes de la Châtaigneraie Cantalienne.

### Les Hospitaliers
L'église et commanderie Saint-Jean-Baptiste de La Salvetat, reconstruite au XIIIe siècle, ancienne commanderie de l'ordre de Saint-Jean de Jérusalem au sein du grand prieuré d'Auvergne devenue ensuite membre de la commanderie de Carlat, inscrite au titre des monuments historiques en 1980 ainsi que la maison du Commandeur de la Salvetat, également inscrite en 1980.

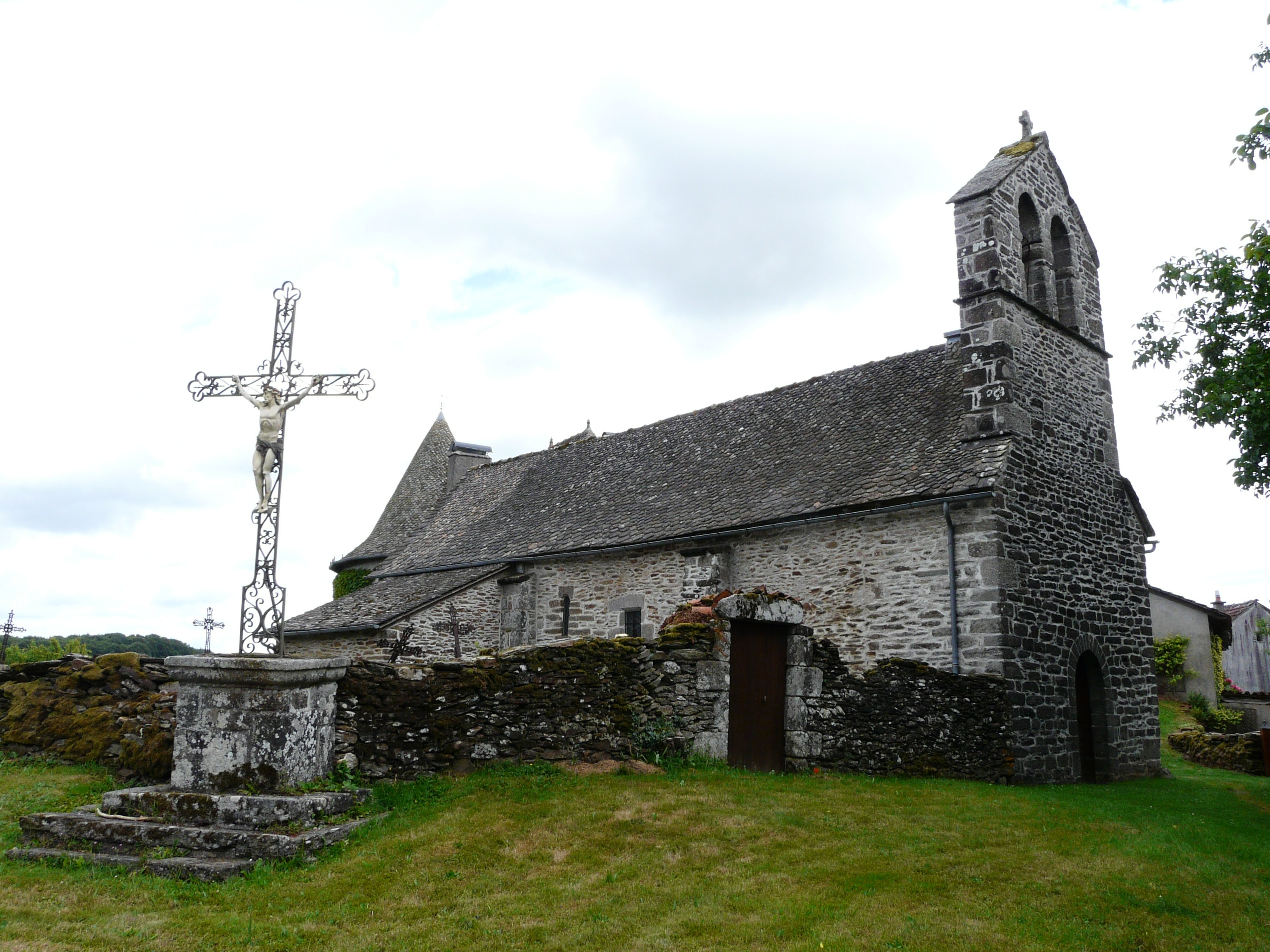
L'église de la Salvetat.
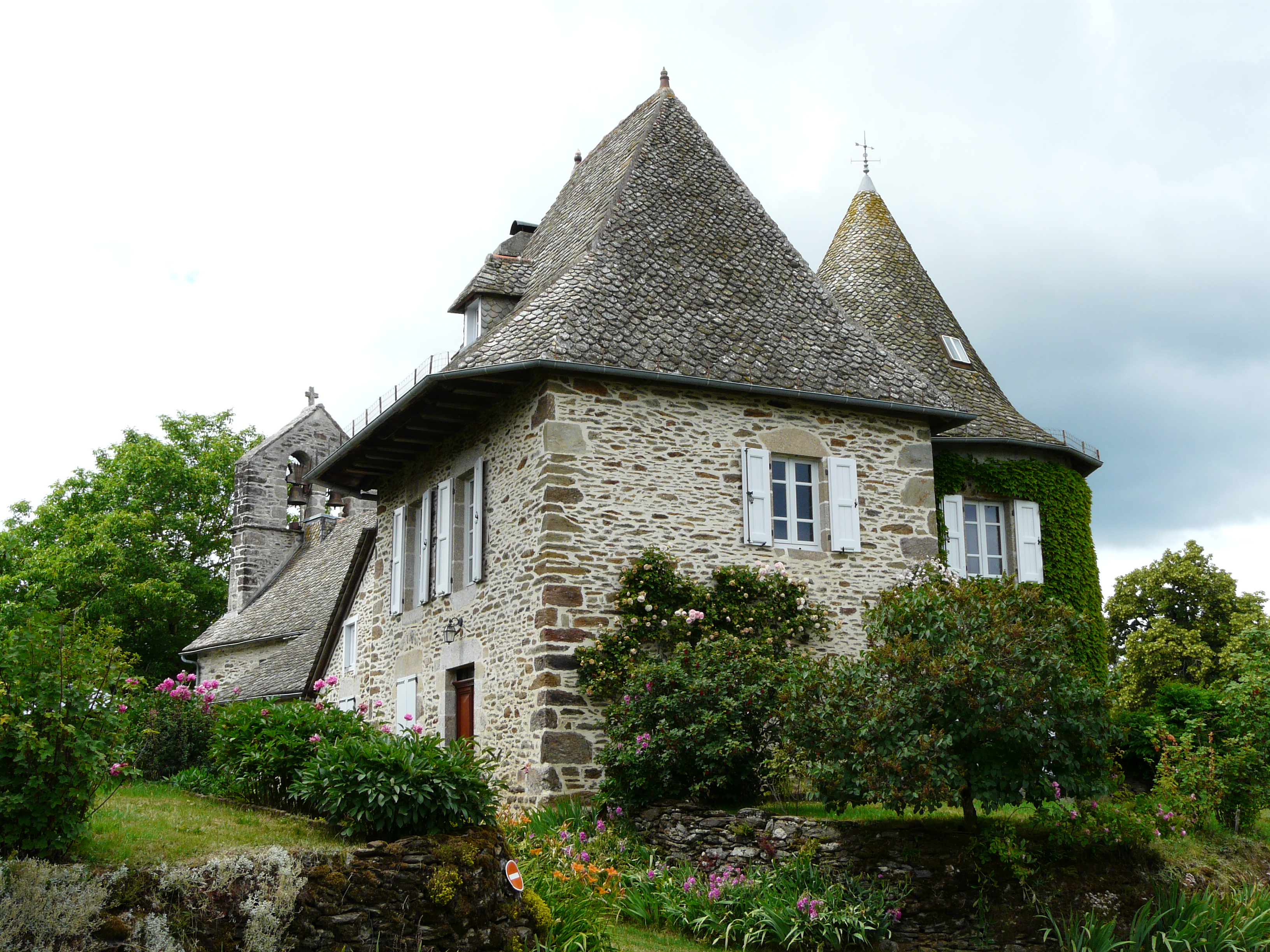
La maison du Commandeur.

## Politique et administration

### Liste des maires
| Période                                  | Période                   | Identité                               | Étiquette                | Qualité |
| ---------------------------------------- | ------------------------- | -------------------------------------- | ------------------------ | --- |
| Les données manquantes sont à compléter. |                           |                                        |                          | |
|                                          | 1793 (décès)              | Jean-Joseph Vic                        |                          | Notaire |
| 1793                                     | 1796 (décès)              | Jean Louis Vic (frère du précédent)    |                          | Maître Chirurgien |
| 1816                                     | 1816                      | Jean Antoine Maisonobe                 |                          | |
| 1816                                     | 1835                      | Joseph Marie Ambroise Vic              |                          | |
| 1835                                     | 1863                      | M. Antoine Joachim Cabanes             |                          | |
| 1863                                     | 1865 (décès)              | Joseph Marie Ambroise Vic              | Gouvernemental           | Juge de paix Conseiller général du canton de Saint-Mamet-la-Salvetat (1833-1865)                                         |
| 1865                                     | 1865                      | Léon Cabanes                           |                          | |
| 1865                                     | 1870                      | Dominique Maziol                       |                          | |
| 1870                                     | 1874                      | Léon Cabanes (petit-fils du précédent) | Républicain puis Radical | Médecin Conseiller général du canton de Saint-Mamet-la-Salvetat (1865-1870, 1871-1874 et 1880-1886) Sénateur (1885-1886) |
| 1874                                     | 1876                      | Dominique Maziol                       |                          | |
| 1876                                     | 1886 (décès)              | Léon Cabanes                           |                          | |
| 1886                                     | 1892                      | Joseph Nigou                           |                          | |
| 1892                                     | 1942                      | Noël Cazals                            |                          | |
| 1942                                     | 1944                      | Ambroise Souqual                       |                          | Conseiller départemental (nommé en 1942)                                                                                 |
| 1944                                     | 1945                      | Pierre Delpuech                        |                          | |
| 1945                                     | 1947                      | Antonin Nigou                          |                          | |
| 1947                                     | 1953                      | Ambroise Souqual                       |                          | |
| 1953                                     | 1965                      | Louis Raygasse                         |                          | |
| 1965                                     | 1983                      | Jean Dauzié                            | SFIO puis PS             | Conseiller général du canton de Saint-Mamet-la-Salvetat (1970-1979)                                                      |
| 1983                                     | 2001                      | André Roquier                          | RPR                      | Conseiller général du canton de Saint-Mamet-la-Salvetat (1985-1992)                                                      |
| mars 2001                                | mars 2008                 | Roger Prat                             |                          | |
| mars 2008                                | En cours (au 4 juin 2020) | Éric Février                           | DVD                      | Vétérinaire Conseiller général du canton de Saint-Mamet-la-Salvetat (2011-2015)                                          |

### Jumelages
- Pugnac (France)

## Équipements et services publics

### Enseignement
Primaire et Maternelle : une école existe sur la commune à l'adresse :9 rue Grange de Maziol Téléphone : 04 71 64 79 33. Elle est composée de huit classes de la toute petite section au CM2.
Collège Jean Dauzié: 2 Rue des Placettes Saint-Mamet la Salvetat Téléphone : 0471493350. Il accueille 270 élèves répartis en dix classes.

### Justice, sécurité, secours et défense

#### Sécurité
Gendarmerie : Brigade de proximité, 4, rue de l'Hippodrome, St Mamet

## Population et société

### Démographie

#### Évolution démographique
L'évolution du nombre d'habitants est connue à travers les recensements de la population effectués dans la commune depuis 1793. Pour les communes de moins de 10 000 habitants, une enquête de recensement portant sur toute la population est réalisée tous les cinq ans, les populations de référence des années intermédiaires étant quant à elles estimées par interpolation ou extrapolation. Pour la commune, le premier recensement exhaustif entrant dans le cadre du nouveau dispositif a été réalisé en 2005.

En 2022, la commune comptait 1 537 habitants, en évolution de −0,71 % par rapport à 2016 (Cantal : −1,08 %, France hors Mayotte : +2,11 %).
| 1793  | 1800  | 1806  | 1821  | 1831  | 1836  | 1841  | 1846  | 1851  |
| ----- | ----- | ----- | ----- | ----- | ----- | ----- | ----- | ----- |
| 1 469 | 1 417 | 1 629 | 1 623 | 2 009 | 1 852 | 2 115 | 2 153 | 2 052 |

| 1856  | 1861  | 1866  | 1872  | 1876  | 1881  | 1886  | 1891  | 1896  |
| ----- | ----- | ----- | ----- | ----- | ----- | ----- | ----- | ----- |
| 2 060 | 1 975 | 1 921 | 1 940 | 1 900 | 1 943 | 1 886 | 1 805 | 1 905 |

| 1901  | 1906  | 1911  | 1921  | 1926  | 1931  | 1936  | 1946  | 1954  |
| ----- | ----- | ----- | ----- | ----- | ----- | ----- | ----- | ----- |
| 1 888 | 1 884 | 1 747 | 1 614 | 1 688 | 1 769 | 1 674 | 1 343 | 1 306 |

| 1962  | 1968  | 1975  | 1982  | 1990  | 1999  | 2005  | 2006  | 2010  |
| ----- | ----- | ----- | ----- | ----- | ----- | ----- | ----- | ----- |
| 1 244 | 1 153 | 1 200 | 1 236 | 1 327 | 1 321 | 1 372 | 1 394 | 1 536 |

| 2015  | 2020  | 2022  | - | - | - | - | - | - |
| ----- | ----- | ----- | - | - | - | - | - | - |
| 1 529 | 1 546 | 1 537 | - | - | - | - | - | - |

#### Pyramide des âges
La population de la commune est plus jeune que celle du département. En 2021, le taux de personnes d'un âge inférieur à 30 ans s'élève à 30,2 %, soit un taux supérieur à la moyenne départementale (26,5 %). À l'inverse, le taux de personnes d'un âge supérieur à 60 ans (27,5 %) est inférieur au taux départemental (36,6 %).
En 2021, la commune comptait 765 hommes pour 778 femmes, soit un taux de 50,42 % de femmes, inférieur au taux départemental (51,1 %).
Les pyramides des âges de la commune et du département s'établissent comme suit :
| Hommes | Classe d’âge | Femmes |
| ------ | ------------ | ------ |
| 0,3    | 90 ou +      | 1,6    |
| 6,5    | 75-89 ans    | 8,2    |
| 18,6   | 60-74 ans    | 19,7   |
| 23,9   | 45-59 ans    | 20,5   |
| 20,8   | 30-44 ans    | 19,4   |
| 14,3   | 15-29 ans    | 11,8   |
| 15,6   | 0-14 ans     | 18,8   |

| Hommes | Classe d’âge | Femmes |
| ------ | ------------ | ------ |
| 1,2    | 90 ou +      | 3,1    |
| 10,1   | 75-89 ans    | 13,5   |
| 22,9   | 60-74 ans    | 22,6   |
| 21,8   | 45-59 ans    | 20,5   |
| 16,1   | 30-44 ans    | 15,2   |
| 13,8   | 15-29 ans    | 11,9   |
| 14,2   | 0-14 ans     | 13,3   |

### Manifestations culturelles et festivités
- Fête de la Saint-Laurent : 2e week-end d’août, festival de percussions brésiliennes, concerts, feu d'artifice, etc.
- Marchés de pays - vendredi soir de juillet et août - restauration sur place, bal.

### Sports
- Championnats de France de quad et/ou moto-cross en juillet.

## Économie

### Revenus de la population
En 2019, le nombre de foyer fiscaux est de 681 et le revenu médian par unité de consommation est de 21 290 euros par an.

### Emploi
La quantité d'emplois salarié et non salarié est de 662 en 2019.

## Culture locale et patrimoine

### Lieux et monuments
- Site du Puy Saint-Laurent, chapelle Saint-Laurent, table d'orientation, panorama sur les monts du Cantal, jeux pour enfants et parcours sportif.
- Église Saint-Mamet.
- Campement préhistorique d'époque magdalénienne à Manhes, révélé par une fouille préventive en 1996 : atelier de taille de silex[25].

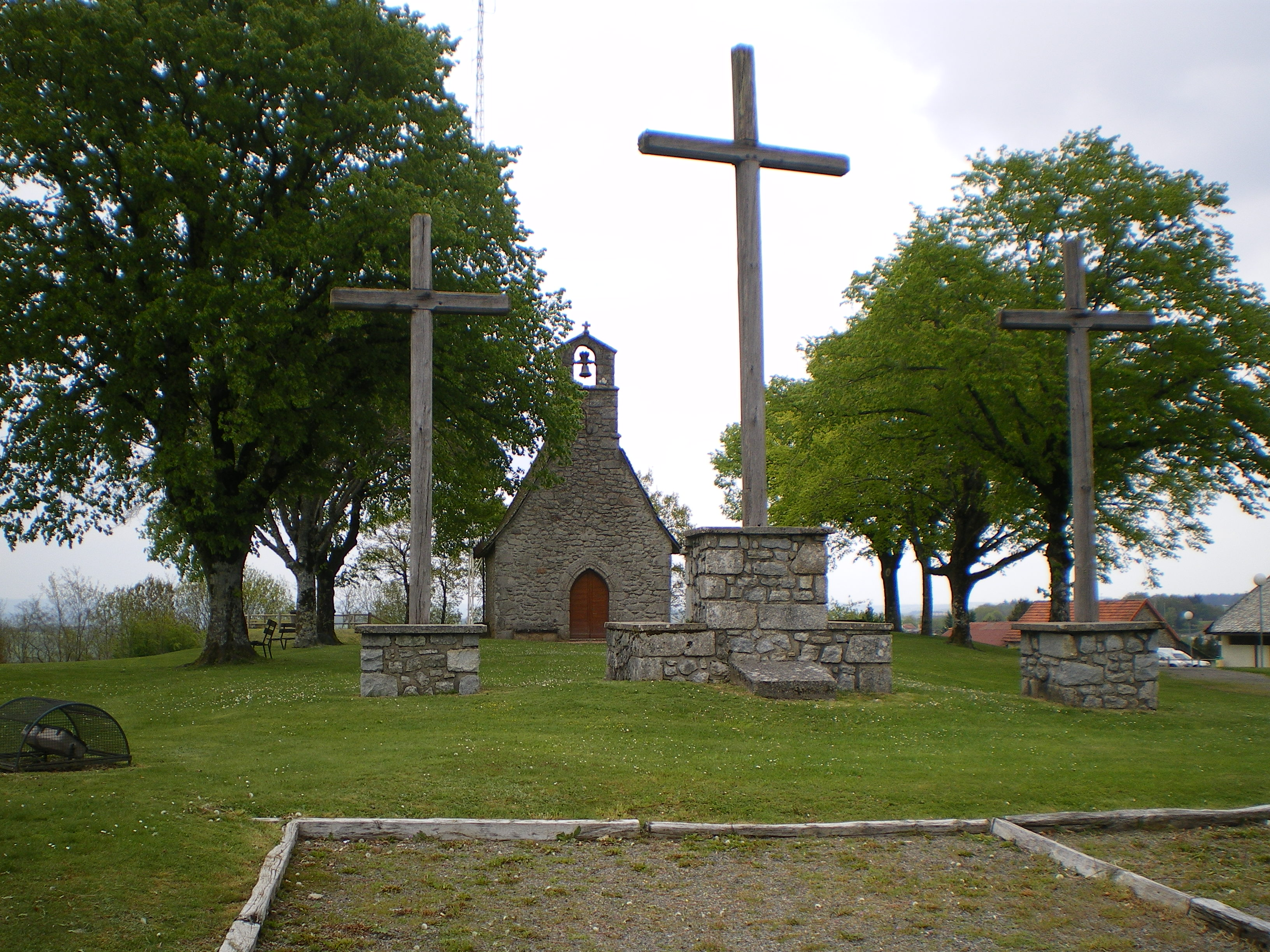
La chapelle au sommet du Puy Saint-Laurent.
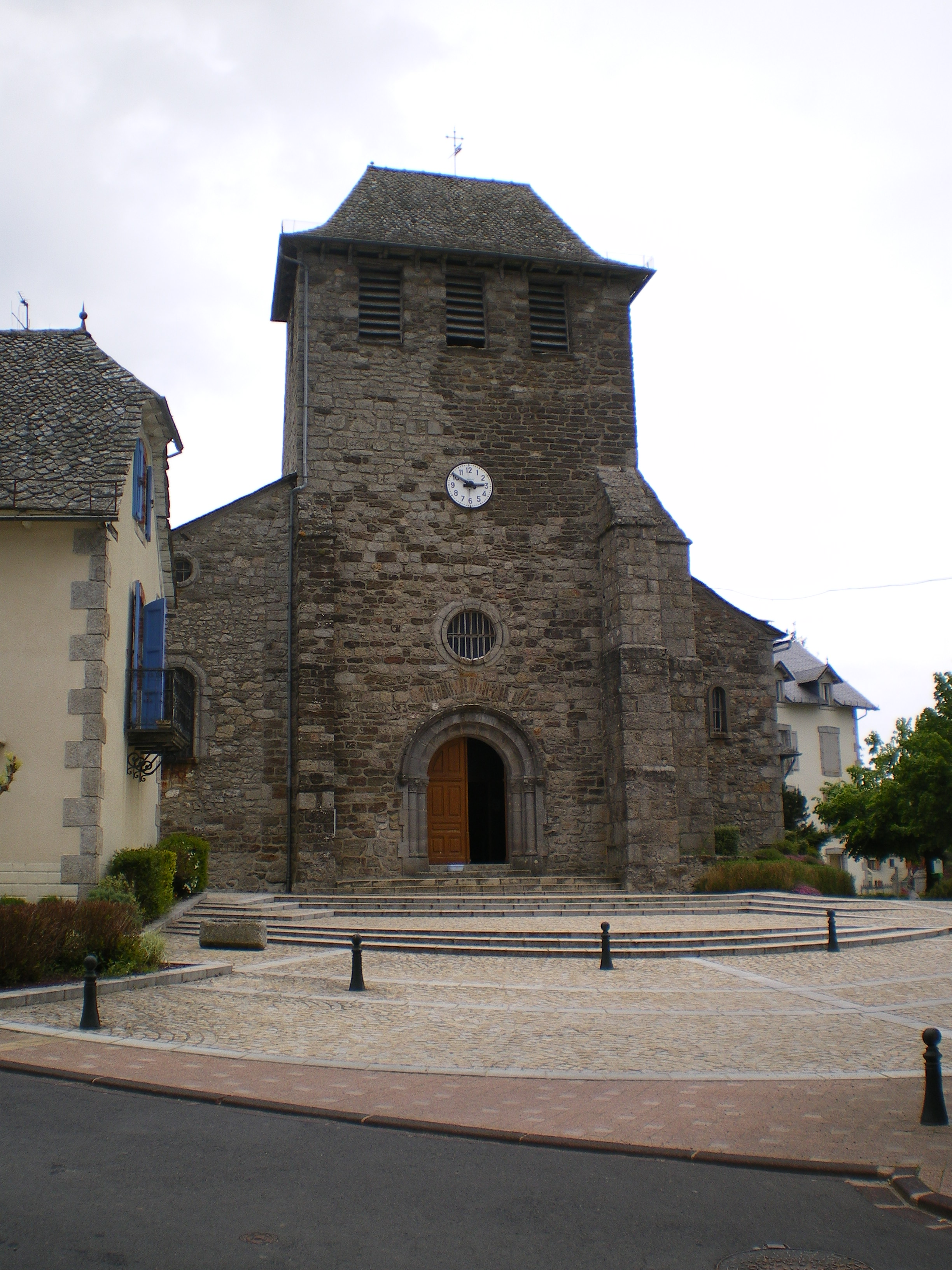
L'église Saint-Mamet.

### Personnalités liées à la commune

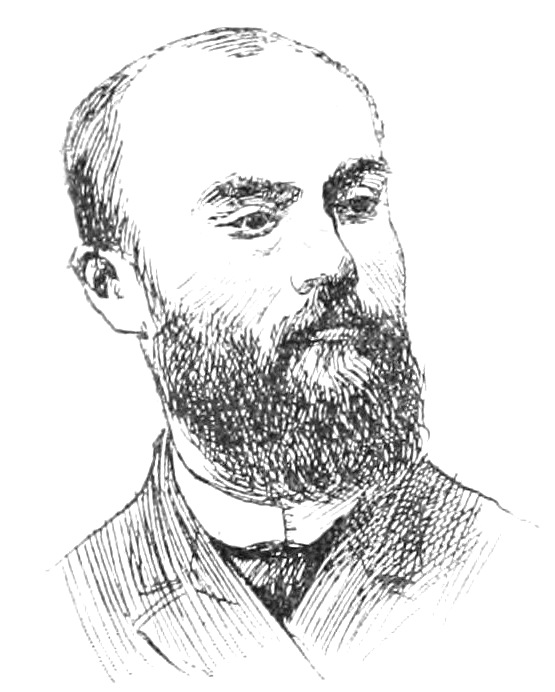
Noël Cazals.

- Arsène Lacarrière-Latour (1778-1837), fondateur de la ville de Baton Rouge en Louisiane, mourut à la Combaldie, commune de Saint-Mamet-la-Salvetat.
- Noël Cazals (1861-1942), homme politique, est né à Saint-Mamet-la-Salvetat.
- Léon Cabanes (1840-1886), ancien sénateur de la IIIe République[26].
- Elie Bonal (1945), joueur de rugby

### Héraldique
| Blason de Saint-Mamet-la-Salvetat | Blason  | De gueules au lévrier courant en bande, surmonté d’une croix de Malte accostée de deux tierces alésées, le tout d’argent, à la bordure denchée d’or. |
| Blason de Saint-Mamet-la-Salvetat | Détails | Le statut officiel du blason reste à déterminer. |